# Nguyễn Văn Việt
Nguyễn Văn Việt (Nghệ An, 12 de julio de 2002) es un futbolista vietnamita que juega en la demarcación de portero para el Song Lam Nghe An FC de la V.League 1.

## Selección nacional
Tras jugar en varias categorías inferiores de la selección, finalmente hizo su debut con la selección absoluta de Vietnam el 13 de octubre de 2023 en un encuentro amistoso contra Uzbekistán que finalizó con un resultado de 2-0 a favor del combinado uzbeko tras los goles de Husniddin Aliqulov y Oston Urunov.

## Clubes
| Club                | País    | Año   | Partidos | Goles |
| ------------------- | ------- | ----- | -------- | ----- |
| Song Lam Nghe An FC | Vietnam | 2022- | 49       | 0     |